# Оцука, Хиронори
Хиронори Оцука (яп. 大塚 博紀) (1892—1982) был создателем и первым грандмастером карате стиля вадо-рю.

## Ранние годы
Хиронори (настоящее имя Коу) Оцука родился 1 июня 1892 в городе Симодатэ (Shimodate) (префектура Ибараки, Япония), первый ребёнок в семье. Начал свой путь в боевых искусствах, занимаясь дзю-дзюцу под руководством своего дяди по материнской линии Тёдзиро Ибаси. В 1897 году обучение Хиронори продолжил отец, владевший приемами Синдо Ёсин Рю дзю-дзюцу. В 13 летнем возрасте Оцука стал учеником Синдзабаро Накаямы, третьего грандмастера Синдо Ёсин Рю дзю-дзюцу.
С 1910 по 1912 года Оцука изучал коммерцию в Университете Васэда. Учёба прервалась в связи со смертью отца и по просьбе матери; Оцука поступил работать в Кавасаки Банк.

## Карате Сётокан
С карате Хиронори Оцука познакомился в 1922 году, когда встретил Фунакоси Гитина, под руководством которого и стал изучать карате. Тем не менее, Хиронори также продолжал заниматься и дзю-дзюцу, став в 1922 году старшим инструктором Синдо Ёсин Рю дзюдзюцу. В 1922-1929 годах Оцука был помощником Гитина Фунакоси в его школе карате.

## Карате Вадо-рю
В это же время он становится членом Японской федерации боевых искусств. Вскоре Оцука знакомится с окинавским карате не только в интерпретации Гитина Фунакоси. Хиронори Оцука начинает брать уроки карате у величайшего окинавского бойца Мотобу Тёки, чьё видение карате отличалось от Фунакоси. Фунакоси основное внимание на тренировках уделял формальным комплексам "ката" и отрицал необходимость совершенствовать мастерство в спаррингах. Мотобу Тёки, наоборот, считал, что для подготовки бойца нужен поединок, хотя бы учебный и создал серию обусловленных парных упражнений — учебных кумитэ. Оцука начал использовать упражнения Мотобу Тёки в своих тренировках, что и привело к разногласиям с Гитином Фунакоси.
Оцука приходит к убеждению, что карате должно быть более динамичным и маневренным, менее грубым и зависящим от собственно физической силы бойца. Он прекращает тренироваться у Гитина Фунакоси и в 1934 году основывает новый стиль Вадо-рю, применив к окинавскому карате принципы дзю-дзюцу.
В 1938 году Вадо-рю карате официально регистрируется в Японской федерации боевых искусств, а Оцуке присуждается звание рэнси. В 1944 году Оцука становится главным инструктором карате Японии. Тем временем Вадо-рю получает признание повсеместно в Японии, а начиная с 1963 года — в Америке и Европе.

## Поздние годы
В 1966 году правительство Японии награждает Хиронори Оцуку орденом Восходящего солнца за его вклад в развитие карате.
В 1972 году Хиронори Оцука первым среди учителей карате был удостоен звания Мэйдзина и 10 дана от члена королевской семьи, президента престижнейшей Международной федерации боевых искусств.
Хиронори Оцука, мэйдзин, первый грандмастер Вадо-рю карате, продолжал развивать и преподавать Вадо-рю до 80-х годов двадцатого столетия.
Скончался 29 января 1982 года. Его сын, Дзиро Оцука стал вторым грандмастером Вадо-рю карате и в память об отце взял себе имя Хиронори Оцука II.